# Галдан-Цэрэн
Галдан-Цэрэн, Галдан-Церен (1693? — 1745) — пятый хунтайджи Джунгарского ханства с титулом Эрдэни-Батур-хунтайджи II (калм. Эрдень Баатр хун тәәҗ; 1727 — 1745). Представитель рода Чорос, старший сын и преемник джунгарского хунтайджи Цэван-Рабдана.

## Биография
В условиях постоянного противостояния между Ойратским государством и цинским Китаем, начиная с 30-х годов XVIII столетия, не прекращаются военные действия против войск маньчжурского императора Китая Юнчжэна. Задачей, которую ставил перед собой ойратский правитель, было отвоевание у Китая Халхи (Северной Монголии), объединение её с Джунгарией и создание таким образом самостоятельного монгольского феодального государства.
С 1729 года Галдан вёл активные боевые действия против цинского Китая, войска Галдана добились многочисленных побед, несмотря на это война продолжалась до 1737 года. В 1739 году Галдан заключил мир с цинским Китаем на выгодных для себя условиях, по которым граница между Ойратским ханством и Халхой была установлена по Алтайским горам. Несколько раз отправлял своё посольство в империю Цин (1735, 1738, 1742, 1743, 1745).
Галдан-Цэрэн проводил завоевательную политику и на западе от Джунгарии, в 1734—1735 годах он нанёс поражение казахам Старшего жуза, по итогу которого они были вынуждены признать себя вассалами джунгарского хунтайджи. Весной 1739 года джунгарские войска вторглись на территорию Среднего жуза и «вырубили киргиз-кайсацких 5 волостей: Канзыгалинскую, Карагулскую, Ятаманлимайскую, Увацкую, Керенскую и 50 000 овец отогнали». В конце 1739 года и начале 1740 года джунгары предприняли повторное нападение на казахов. Общее число наступавших войск достигало от 30 до 35 тысяч человек. Однако суровая снежная зима расстроила джунгарский план разгрома Среднего жуза. Третий джунгарский поход на территорию Среднего жуза состоялся во второй половине 1740 года. Предводители казахского ополчения заранее провели боевую подготовку и оказали решительный и организованный отпор джунгарским войскам. Упорные бои продолжались до начала 1741 года. В январе 1741 года Галдан-Цэрэн направил на территорию Среднего жуза 30-тысячное (или по другим данным 15-20-тысячное) джунгарское войско во главе с полководцем Септенем и своим сыном Лама-Дорджи. Многие казахские кочевья были разгромлены, а скот и люди угнаны в джунгарский плен. В плен попали и казахские султаны и батыры, в числе которых был султан Абылай. Несмотря на первоначальный успех джунгар, казахским отрядам удалось нанести поражение правому крылу джунгарского войска и разгромить улус Септеня. В мае 1741 года трехлетняя война была закончена. По итогам которой хан Среднего жуза Абилмамбет направил своего младшего сына, султана Абулфейза, в Джунгарию в качестве заложника и обязался платить дань. Таким образом, Средний жуз был поставлен в такое же положение зависимости от Джунгарского ханства, как и Старший жуз. Позднее и хан Младшего жуза Абулхайр также был вынужден отправить к хунтайджи своего сына. Предоставление родовитых аманатов признавалось гарантией соблюдения договорных отношений сторон по установлению сюзеренитета-вассалитета.
В дальнейшем власть джунгарского хунтайджи признали сырдарьинские города, города Ферганской долины Андижан и Коканд, города ташкентского оазиса и Самарканд.
Скончался в 1745 году, возможно, от оспы. Тело Галдан-Цэрэна согласно буддийским  традициям было предано сожжению, прах отвезён и захоронен в кочевьях торгутов, в районе реки Юлдус, где находилось родовое кладбище чоросских нойонов.